# جوليان بريليير
جوليان بريليير (بالفرنسية: Julien Brellier)‏ (10 يناير 1982 باشيرول في فرنسا - ) هو لاعب كرة قدم فرنسي في مركز الوسط. لعب مع إنتر ميلان ونادي ساليرنيتانا ونادي سيون ونادي فينيزيا ونادي لنيانو ونادي ليكو ونادي مونبلييه ونورويتش سيتي وهارت أوف ميدلوثيان.

## وصلات خارجية
- جوليان بريليير على موقع قاعدة بيانات كرة القدم.إي يو (الإنجليزية)
- جوليان بريليير على موقع Soccerbase.com (لاعب) (الإنجليزية)